# Souljaboytellem.com
Souljaboytellem.com (reso graficamente souljaboytellem.com) è l'album in studio di debutto del rapper statunitense Soulja Boy, pubblicato il 2 ottobre 2007. L'album è stato pubblicato dalla sua etichetta SODMG, con la distribuzione di Interscope Records e Collipark Music. L'album, include solo le collaborazioni con Arab e con il gruppo R&B I-15.
Souljaboytellem.com ha debuttato alla posizione numero 4 della Billboard 200, vendendo 117.000 copie soltanto nella prima settimana. Ad oggi, Souljaboytellem.com ha venduto più di 1.000.000 di copie e questi dati lo rendono l'album più venduto in assoluto di Soulja Boy.
L'album ha ricevuto recensioni generalmente negative da parte di critici musicali, che lo hanno definito un prodotto monotono e banale.

## Tracce
| N° | Titolo          | Produttore/i                     | Featuring | Durata |
| -- | --------------- | -------------------------------- | --------- | ------ |
| 1  | Intro           | Soulja Boy                       |           | 0:59   |
| 2  | Crank That      | Soulja Boy                       |           | 3:41   |
| 3  | Sidekick        | The Package, Mr. Collipark       |           | 3:59   |
| 4  | Snap And Roll   | Soulja Boy, DJ GB                |           | 4:45   |
| 5  | Bapes           | Soulja Boy                       | Arab      | 3:54   |
| 6  | Let Me Get 'Em  | Soulja Boy                       |           | 3:23   |
| 7  | Donk            | Soulja Boy                       |           | 3:15   |
| 8  | Yahhh!          | Soulja Boy, Savon Jacobs         | Arab      | 3:11   |
| 9  | Pass It To Arab | Arab                             | Arab      | 3:57   |
| 10 | Soulja Girl     | Los Vegaz, Mr. Collipark         | I-15      | 3:07   |
| 11 | Booty Meat      | Soulja Boy                       |           | 3:36   |
| 12 | Report Card     | Soulja Boy, Butta                | Arab      | 3:44   |
| 13 | She Thirsty     | The Package Store, Mr. Collipark |           | 3:39   |
| 14 | Don't Get Mad   | Soulja Boy                       |           | 4:23   |
| 15 | Nope            | Soulja Boy, DJ GB                |           | 2:35   |

## Singoli
Dall'album, sono stati estratti 5 singoli: Crank That, Soulja Girl, Yahhh!, Donk e Let Me Get 'Em.
Il singolo principale dell'album, Crank That, è stato pubblicato il 2 maggio 2007. La canzone è arrivata in cima alla classifica della Billboard Hot 100 degli Stati Uniti e ci è rimasta per 7 settimane consecutive. La canzone è arrivata tra le prime 5 posizioni anche in Canada, Australia, Irlanda, Nuova Zelanda e Regno Unito. Il singolo, ha raggiunto la posizione numero 21 nella classifica delle 100 migliori canzoni del 2007 della rivista Rolling Stone. La canzone, ha ricevuto una nomination per un Grammy Award come "miglior canzone rap dell'anno", ma ha perso in finale contro Good Life di Kanye West e T-Pain. Sempre nel 2007, il singolo ha ricevuto un'altra nomination per un Grammy Award come "miglior ballo hip-hop dell'anno", questa volta risultando vincitore. Il 6 gennaio 2008, Crank That è diventata la prima canzone in assoluto a vendere 3 milioni di copie digitali negli Stati Uniti. Nel 2009, il singolo è stato inserito nella Billboard Hot 100 Songs of the Decade, piazzandosi alla posizione numero 23 tra i brani di maggior successo degli anni 2000.
Il secondo singolo estratto dall'album, Soulja Girl, con la partecipazione del gruppo R&B I-15, è stato pubblicato il 1 ottobre 2007. La canzone ha raggiunto la posizione numero 32 della US Billboard Hot 100, la posizione numero 13 della Hot R&B/Hip-Hop Songs e la posizione numero 6 della Hot Rap Songs negli Stati Uniti. Il singolo, è riuscito ad arrivare fino alla posizione numero 10 anche in Nuova Zelanda.
Il terzo singolo estratto dall'album, Yahhh!, con la collaborazione di Arab, è stato pubblicato il 31 dicembre 2007. La canzone, ha raggiunto la posizione numero 48 della Billboard Hot 100, la posizione numero 34 della Hot R&B/Hip-Hop Songs e la posizione numero 14 della Hot Rap Songs. Il singolo, è riuscito ad entrare nelle prime 40 posizioni anche in Irlanda, Australia e Nuova Zelanda.
Il quarto singolo estratto dall'album, Donk, è stato pubblicato il 4 maggio 2008. Quest'ultimo, è stato il singolo meno apprezzato ed ha raggiunto la posizione numero 37 della Hot R&B/Hip-Hop Songs e la posizione numero 22 della Hot Rap Songs. La canzone, presenta anche una versione remix con il rapper Yung Joc.
Per pubblicizzare l'album è stato pubblicato il singolo promozionale Let Me Get 'Em, che ha raggiunto la posizione numero 15 della Hot R&B/Hip-Hop Songs.

## Classifiche
| Classifica (2007-2008)                  | Posizione più alta |
| --------------------------------------- | ------------------ |
| U.S. Billboard 200                      | 4                  |
| U.S. Top R&B/Hip-Hop Albums (Billboard) | 4                  |
| U.S. Top Rap Albums (Billboard)         | 1                  |
| Nuova Zelanda                           | 9                  |
| Regno Unito                             | 75                 |
| Francia                                 | 92                 |